# Leptosittaca branickii
Leptosittaca branickii е вид птица от семейство Папагалови (Psittacidae), единствен представител на род Leptosittaca. Видът е световно застрашен, със статут Уязвим.

## Разпространение
Видът е разпространен в Еквадор, Колумбия и Перу.